# إدموند هيلدبرانت
إدموند هيلدبرانت (بالألمانية: Edmund Hildebrandt)‏ هو أستاذ جامعي ألماني، ولد في 29 أبريل 1872 في برلين في ألمانيا، وتوفي في 13 يناير 1939.